# Professional Golfers’ Association of Greece
Die Professional Golfers’ Association of Greece (PGA) ist der griechische Verband der Berufsgolfer (Zusammenschluss der Golflehrer und der professionellen Turnierspieler).

## Zusammenhang mit der PGA of Europe
Die PGA of Greece hat 1991, zusammen mit anderen Mitgliederverbänden, die PGA of Europe gegründet, und ist seitdem ein vollwertiger Mitgliedsverband derselben.